# Diana Gabaldon
Diana J. Gabaldon (Williams (Arizona), 11 de gener de 1952) és una escriptora estatunidenca coneguda, sobretot, per haver escrit la saga de novel·les La forastera. La versió original, escrita en anglès, s'anomena Outlander series. En els seus llibres s'hi barregen diferents estils: misteri, aventura, romanticisme, ficció, història i fantasia.

## SagaLa forastera
La Saga Forastera explica la història de Claire Randall, una infermera del segle xx, que viatja en el temps fins a l'Escòcia del segle xviii on viu una història d'amor i d'aventures amb James Fraser. L'acció transcorre a Escòcia, França, les Antilles, Anglaterra i els Estats Units. La saga inclou diferents estils literaris barrejant elements de ficció històrica, misteri, aventura i ciència-ficció.Actualment aquesta saga està formada pels següents llibres:
- Outlander (1991)
- Dragonfly in Amber (1992)
- Voyager (1994)
- Drums of Autumn (1997)
- The Fiery Cross (2001)
- A Breath of Snow and Ashes (2005)
- An Echo in the Bone (2009)
- Written in My Own Heart's Blood (2014)

La saga ha estat traduïda a diversos idiomes, entre ells el castellà. Actualment Diana Gabaldón està escrivint el novè llibre d'aquesta saga que s'anomenarà Go Tell the Bees That I Am Gone (Ves i digues a les abelles que he marxat)

## SagaLord John
La saga Lord John (Lord John series) són una sèrie de novel·les que se centren en Lord John Grey. Un personatge secundari de la Saga La Forastera. Aquest spin-off, que consta de cinc novel·les curtes i tres de llargues, transcorre entre 1756 i 1761 durant els fets narrats a la novel·la Voyager de la saga La Forastera. Consta de les següents novel·les:
- Lord John and the Hellfire Club (1998), novel·la curta publicada per primera vegada dins l'antologia Past Poisons, editada per Maxim Jakubowski

- Lord John and the Private Matter (2003), novel·la
- Lord John and the Succubus novel·la curta publicada a Legends II per Robert Silverberg
- Lord John and the Brotherhood of the Blade (2007), novel·la
- Lord John and the Haunted Soldier (2007), novela curta publicada a de Lord John and the Hand of Devils
- Lord John and the Hand of Devils (2007), obra recopilació de tres novel·les curtes (Lord John and the Club Hellfire, Lord John and the Sucubs i Lord John and The Haunted Soldier)
- The Custom of the Army (2010), novel·la publicada dins de Warriors, editada per George R.R. Martin and Gardner Dozois
- The Scottish Prisoner (2011), novel·la
- Lord John and the Plague of Zombies (2011), novel·la curta publicada dins de Down These Strange Streets, editada por George R.R. Martin i Gardner Dozois

Aquesta saga també ha estat estat traduïda a diversos idiomes, entre ells el castellà.

## Premis
El primer llibre de Diana Gabaldón Outlander (novel·la) va guanyar el premi RITA dels Romance Writers of America a la Millor Novel·la Romàntica de 1991. A Breath of snow and ashes (2005) va ser la número 1 de la llista de best seller de The New York Times i va guanyar el Premi Quill en la categoría de ciència-ficció/fantasia/terror. L'any 2012 el diari The Montreal Gazzette va fer públic que les novel·les de Gabaldón s'havien publicat a 27 països i en 24 idiomes.

## Sèrie de televisió
El 2014 es va estrenar Outlander, una sèrie de televisió basada en la saga La Forastera de Diana Gabaldón 